# معماران آرسی‌آر

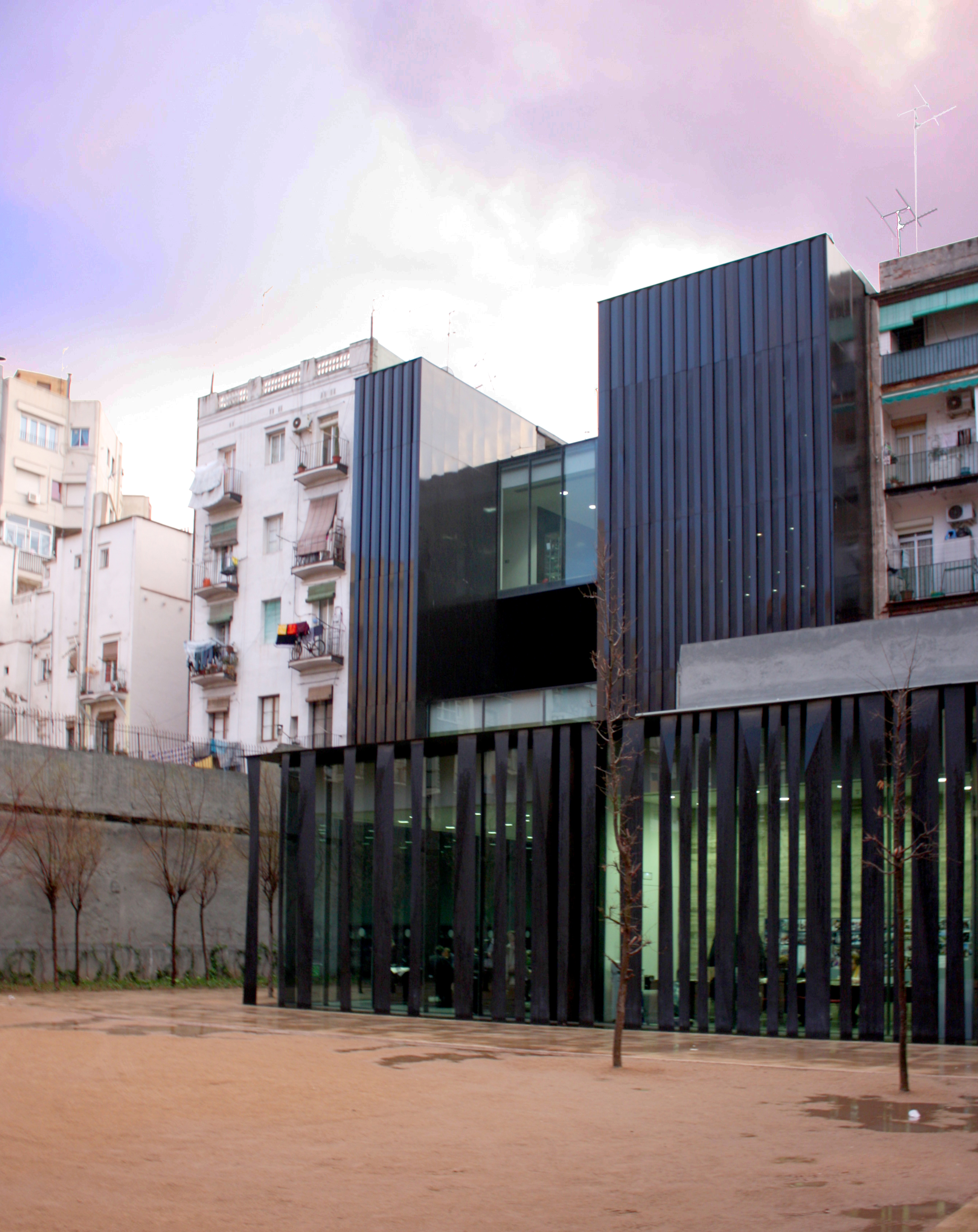
کتابخانهٔ عمومی در بارسلونای اسپانیا

معماران آرسی‌آر (اسپانیایی: RCR Arquitectes‎) یک شرکت معماری در الت اسپانیا است. رافائل آراندا، کارمه پیجم، و رامون ویالتا بنیان‌گذاران این شرکت هستند. این شرکت در سال ۲۰۱۷، با اینکه نسبت به سایر فینالیست‌ها ناشناخته بود، برندهٔ جایزه معماری پریتزکر شد.
از آثار این شرکت می‌توان به موزهٔ سولاژ در ردز فرانسه اشاره کرد.